# Storm Center
Storm Center is een film uit 1956 onder regie van Daniel Taradash. Bij de Nederlandse première in 1956 werd de film uitgebracht onder de titel Rel om Alicia. De productie van de film ging in 1951 van start onder de titel The Librarian. Mary Pickford zou haar terugkeer voor het voetlicht maken, maar trok zich enkele weken voor het begin van de opnames terug. Pas vijf jaar later werd Bette Davis gecast en werd de film uitgebracht onder de titel Storm Center.
De film gaat over een medewerkster in een bibliotheek die een schandaal veroorzaakt wanneer zijn een controversieel boek op de planken zet en deze weigert er vanaf te halen.

## Rolverdeling
| Acteur         | Personage            |
| -------------- | -------------------- |
| Bette Davis    | Alicia Hull          |
| Brian Keith    | Paul Duncan          |
| Kim Hunter     | Martha Lockridge     |
| Paul Kelly     | Judge Robert Ellerbe |
| Joe Mantell    | George Slater        |
| Kevin Coughlin | Freddie Slater       |

## Voetnoten
1. ↑  Cinema Context Nederlandse titel
2. ↑  Cinema Context Nederlandse distributiedatum